# سفارت قبرس در مسکو
سفارت قبرس در مسکو (به لاتین: Embassy of Cyprus) یک سفارت و ساختمان در روسیه است که در مسکو واقع شده‌است.